# هایدن لیک (کلرادو)
هایدن لیک (به انگلیسی: Hidden Lake) یک منطقهٔ مسکونی در ایالات متحده آمریکا است که در شهرستان بولدر، کلرادو واقع شده‌است. هایدن لیک ۱٫۶۴ کیلومتر مربع مساحت و ۳۱ نفر جمعیت دارد و ۲٬۶۶۳٫۹۸ متر بالاتر از سطح دریا واقع شده‌است.